# 대방광원각수다라요의경 권상2의2, 권하3의1~3의2
대방광원각수다라요의경_권상2의2,_권하3의1~3의2(大方廣圓覺脩多羅了義經 卷上二之二, 卷下三之一~三之二)는 서울특별시 종로구 국립고궁박물관에 있는 조선시대의 불경이다. 2008년 6월 27일 대한민국의 보물 제1219-2호로 지정되었다.

## 개요
『원각경(圓覺經)』으로 약칭되기도 하는 이 판본은 종밀(宗密)이 소초(疏·)한 것에 세조가 한글로 구결을 단 것을 1465년(세조 11)에 을유자(乙酉字)로 인출한 것이다. 을유자는 1465년인 을유에 정난종(鄭蘭宗)의 글씨를 자본으로 주조한 글자이다. 간경도감 언해본을 저본으로 경문 및 주석의 한글 구결 부분만을 편집하여 을유자판으로 인출되었으므로 구결은 간경도감본 원각경 언해와 일치한다. 이 을유자판 원각경은 주로 불경을 간행할 목적으로 주조된 활자로 인출되어 전래본이 많지 않고 초인본이라 인쇄상태도 깨끗하여 귀한 판본에 속하므로 15세기 국어학 및 서지학 연구에 귀중한 자료적 가치를 지니고 있다.

## 같이 보기
- 대방광원각수다라요의경

## 참고 자료
- 대방광원각수다라요의경 권상2의2, 권하3의1~3의2 - 국가유산청 국가유산포털